# دینوود (جورجیا)
دینوود (به انگلیسی: Deenwood) یک منطقهٔ مسکونی در ایالات متحده آمریکا است که در شهرستان ور، جورجیا واقع شده‌است. دینوود ۸٫۷ کیلومتر مربع مساحت و ۱٬۸۳۶ نفر جمعیت دارد و ۴۱ متر بالاتر از سطح دریا واقع شده‌است.